# Alberto da Sicília
Santo Alberto da Sicília ou Santo Alberto de Trapani foi um religioso carmelita católico italiano.
Nasceu em Trapani e cedo entrou num convento carmelita da sua terra natal. Em 1280 foi eleito provincial dos carmelitas da Trapani. Mais tarde (1287), foi transferido para Messina. Em 1296 foi eleito provincial dos carmelitas da Sicília. Morreu em 1307.
Distinguiu-se como pregador mendicante e pelo seu amor à oração. No século XVI estabeleceu-se que em todas as igreja da Ordem do Carmo deveria ter um altar a ele dedicado.